# الكلية العسكرية لعلوم الإدارة (مصر)
الكلية العسكرية لعلوم الإدارة مؤسسة تعليمية تابعة للقوات المسلحة المصرية، أُنشئت بهدف تطوير القدرات الإدارية لدى القادة والضباط. وتأتي هذه الخطوة في سياق الاهتمام بدور التعليم في دعم التنمية وتعزيز الكفاءة المؤسسية.
تأسس المعهد العالي للإدارة، الذي تطور لاحقًا إلى الكلية العسكرية لعلوم الإدارة، بتاريخ 17 فبراير 1982، استنادًا إلى اتفاق علمي مبرم بين القوات المسلحة المصرية وجامعة حلوان، والتي تُعد من الجامعات الخاضعة لقانون تنظيم الجامعات في مصر، وذلك بتاريخ 17 يناير 1982.
تهدف الكلية العسكرية لعلوم الإدارة إلى التميز بين نظيراتها من الكليات العسكرية والمدنية على المستويين المحلي والإقليمي، من خلال بناء منظومة علمية متطورة ومستدامة في مجالات علوم الإدارة ذات الصلة باحتياجات القوات المسلحة. وتسعى الكلية إلى تحقيق هذا الهدف عبر تقديم برامج أكاديمية متخصصة تُزوِّد الدارسين بالمعرفة المتقدمة والمهارات والخبرات اللازمة، بما يعزز من قدراتهم على الأداء الفعّال والمساهمة في تطوير الأداء المؤسسي داخل القوات المسلحة، بالإضافة إلى الإسهام في خدمة المجتمع.